# 徐锡麟

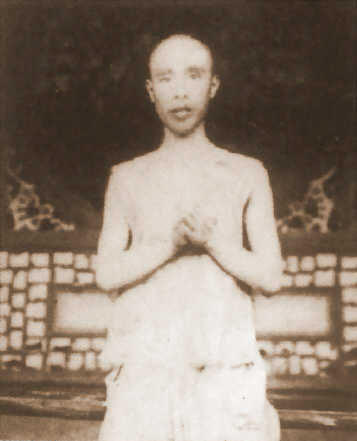
徐錫麟被處決前所拍攝，意在向世界證明自己是含笑離開的。

徐锡麟（1873年12月17日—1907年7月7日），字伯荪，别号光汉子，浙江绍興山阴东浦镇人。清末革命家。

## 早年經歷
徐錫麟乃山陰縣吏徐鳳鳴之子。少讀書，通大義，然恒失愛於其父，乃益自刻厲，應試輒冠其曹，郡邑吏欽其才，以收列於門下為榮。研精數學，善製儀器，曾手構星球儀，「見者嘆為莫及」。光緒十九年（1893年）中秀才。1901年，被聘為紹興府學堂經學兼算學教習。1903年，就學日本，參觀大阪博覽會，益有志於經世。于东京结识陶成章、龚宝铨。1904年，在上海加入光复会。1905年，謀創設大通学堂於绍兴，除普通科目外，尤重体操，讲武事，以积蓄力量。徐锡麟受到恩銘提拔，並成為恩銘手下之親信。1906年，以捐官為道員，志在得握重兵。赴安徽任武备学校副总办、警察处会办；1907年改名为陆军小学监督、巡警学堂监督。

## 安慶起義
清光緒三十三年（1907年）7月6日倉卒发动安庆起义。即日借巡警学堂毕业典礼之际，枪杀安徽巡撫恩铭，与清军激战4小时，终因孤军无援、寡不敌众，而卒被捕擒僇。徐錫麟寫下《光復軍告示》：

「為曉諭大眾，翦滅滿夷，除暴安民事：
維我大漢民族，立國千年，文明首出，維古舊邦。乃自滿夷入關，中原塗炭，衣冠掃地，文獻無遺。二百餘年，偷生姑息，虐政之下，種種難堪，數不可罄。近則名為立憲，實乃集權中央，玩我股掌，禁止自由，殺戮志士，苛虐無道，暴政橫生。天下擾擾，民無所依，強鄰日逼，不可終日。推厥種種罪由，何莫非滿政府愚黔首虐漢族所致！以是予等懷抱公憤，共起義師，與我同胞，共復舊業，誓掃妖氛，重建新國，圖共和之幸福，報往日之深仇。義兵所臨，秋毫無犯，各安就業。我漢族諸父兄子弟，各安生業，無庸驚疑。……至若有不肖匪徒，妄譏義師，結眾抗衡，是甘為化外，自取罪戾，當表示天下，與我漢族諸父兄子弟共誅之。此諭」

受審時，直書親供原文如下：

「我本革命黨大首領，捐道員，到安慶，專為排滿而來。做官本是假的，使人無可防備。滿人虐我漢族，將近三百年矣。觀其表面立憲，不過欲牢籠天下人心，實主中央集權，可以膨脹其專制力量。滿人妄想立憲，所以使漢人不能革命。殊不知中國人的程度，急在獨立。以我所想，滿人立憲是萬萬做不到的；漢人革命，是人人做得到的。若以中央集權為立憲，越立憲得快，越革命得快。我只抱定革命宗旨，一旦乘時而起，殺盡害我中國的滿人及助滿為虐之漢奸，自然漢人強盛，再圖立憲不遲。
我蓄志排滿已十餘年，今日始達目的。本擬殺恩銘後，再殺端方、鐵良、良弼，為漢人復仇；乃竟於殺恩銘後，即被拿獲，實難滿意。恩銘想已擊死，此外受傷各員，均係誤傷。惟顧松係漢奸，他高呼會辦謀反，所以將他殺死。趙廷璽他欲拿我，故我亦欲殺之，惜被逃脫。爾等言恩銘是好官，待我甚厚。誠然！但我既以排滿為宗旨，即不問滿人作官好壞。至於恩撫厚我，固屬個人私恩；我殺恩銘，乃是排滿公理。此舉本擬緩圖，因近日緝查革命黨甚嚴，彼又當面敎我拘拿革命黨首領，恐遭其害，故先為同黨報仇，且要當着大眾將他刺死。只要打死了他，此外文武百官，不怕不降順我所主持之主義。然後直下南京，可以勢如破竹。我從此可表正義於天下，此實我最得意之事。
爾等再三言我之密友二人，現已一併拿獲，彼等均不肯供出姓名，將來不能與我大名永垂不朽，未免可惜。所論亦是；但此二人皆有學問，在日本均皆知名。以我所聞，在軍械所內擊死者，為陳伯平，此人實為我之好友。另一被獲者，或係我好友馬宗漢，向以别號稱，並無真姓名。爾等所云已獲得之黃福維，浙人，我不認識。至於眾學生，程度太低，無一可用之人，均且不知情。你們殺我好了，將我心剖了，兩手兩足刴了，全身砍碎了均可，不要寃殺學生，是我誘逼他們的。革命黨本多，在安慶實我一人，為排滿事欲創革命軍助我者，僅陳伯平與馬宗漢兩人，不可拖累無辜。我與孫文旨不合，他也不配使我行刺。我自知必死，可拿筆墨來，將我宗旨大要，親書數語，使天下後世，皆知我名，不勝榮幸之至！」

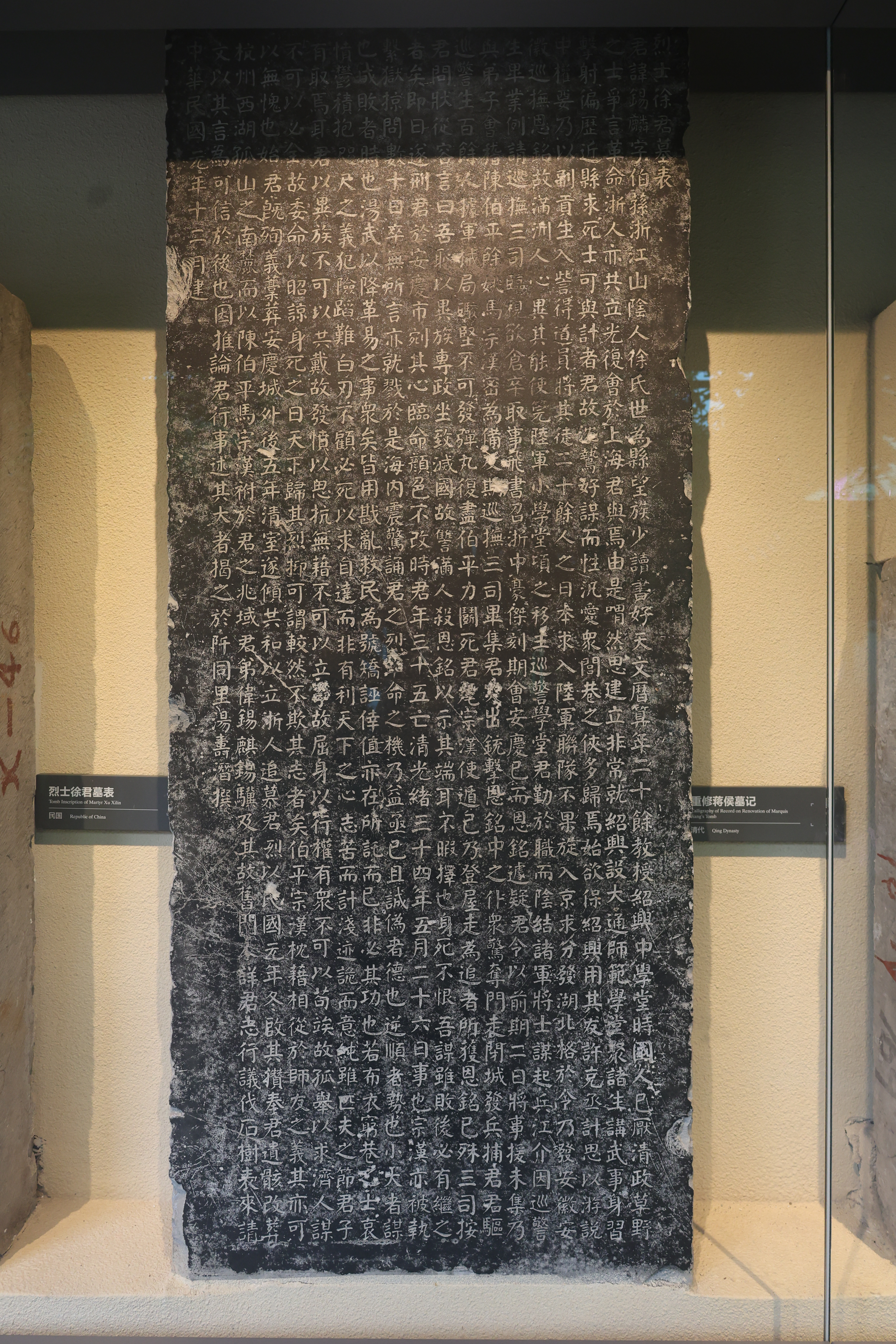
民國元年（1912）湯壽潛撰《徐錫麟墓表》，今在杭州孔廟碑林。

安徽布政使冯煦等人建议端方按“张汶祥例”處死徐锡麟，清廷已廢除凌遲，翌日晨剖心處死，提至撫署東轅門側，先剖徐錫麟心，祭恩銘；再斬首。徐臨刑時，神色不變，毫無懼容，「大呼排滿不止」。正史亦無近年網文的砸碎睪丸情節。遺體則与陈伯平、马宗汉一同葬于杭州西湖边孤山南麓，为“三烈士墓”。孙中山在辛亥革命胜利后，曾亲自到杭州拜祭徐锡麟，说他发起的起义“功表见于天下”。

## 親屬

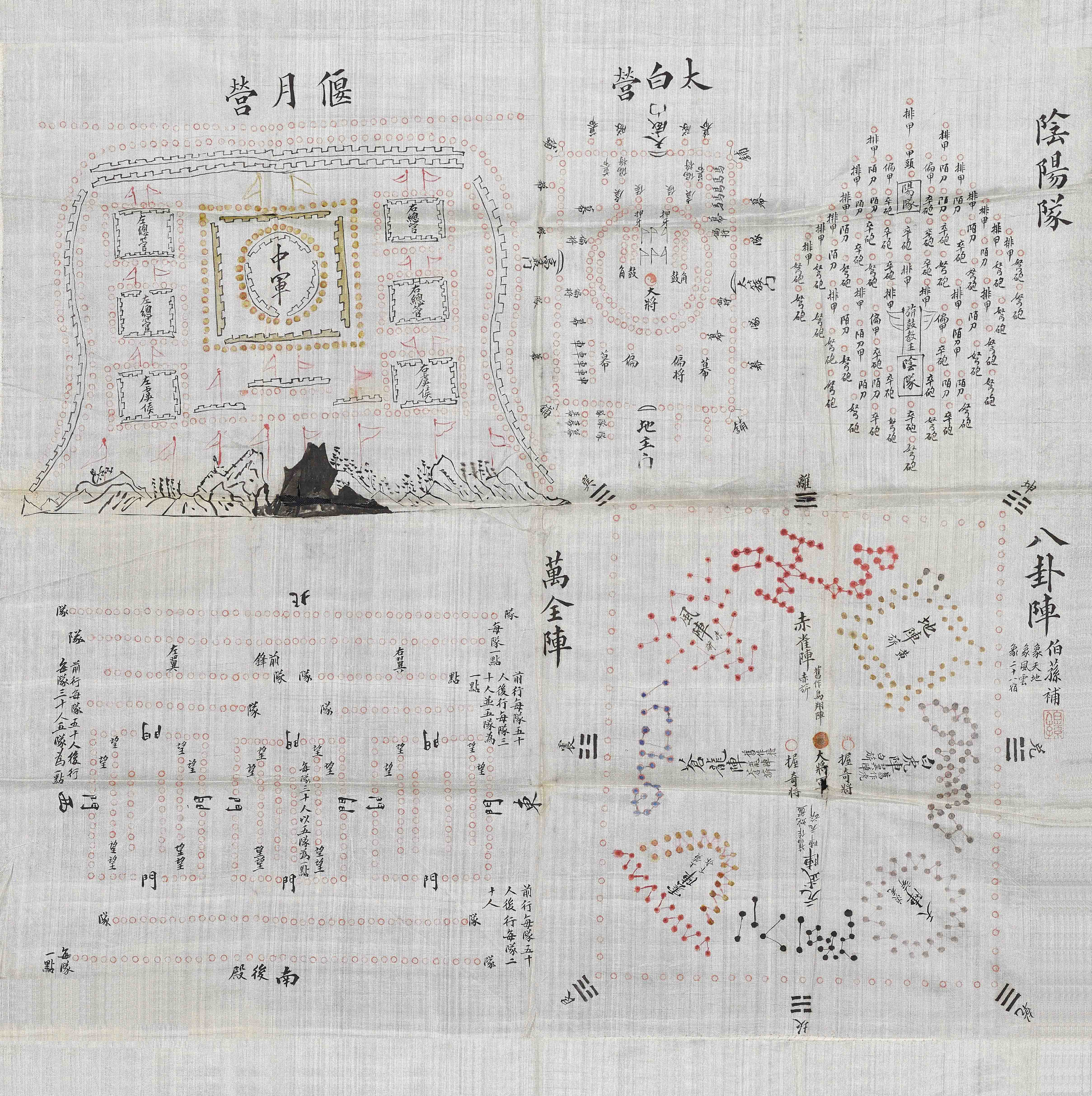
阵势图稿

### 父母
- 父：徐鳳鳴，曾任山陰縣吏。

### 兄弟
- 徐錫麒（1878～1955），字叔蓀，徐錫麟三弟，曾一同留日，加入光復會。皖案後，遭通緝。辛亥革命後曾任紹興民團局長、商會會長等職。
- 徐錫驥（1883～1953），字季蓀，徐錫麟四弟，曾一同留日學製藥，加入光復會。皖案後幫助徐錫麟夫人王振漢化裝逃往日本。辛亥革命後從事藥業。

### 家庭
- 妻：王振漢
- 子：徐學文，留德化工博士，娶德國女孩徐曼麗。
- 孫女徐乃錦，嫁蔣孝文。
- 表叔：俞廉三。

## 相關影視
- 1953年香港電影《秋瑾》（一名碧血花）楊志卿飾徐錫麟
- 1976年無綫電視劇《近代豪俠傳》，黃允材飾徐錫麟
- 1983年中國大陸電影《秋瑾》中，李志舆飾徐錫麟
- 1984年無線電視劇《秋瑾》，楊澤霖飾徐錫麟
- 1995年浙江電視臺等合拍越劇電視劇《秋瑾》，郁尚校飾徐錫麟
- 2000年电视剧《辛亥英侠》，周野芒饰徐錫麟
- 2003年中國大陸電視劇《走向共和》，翟雲鵬飾徐錫麟
- 2011年陸港合作電影《競雄女俠·秋瑾》中，杜宇航飾徐錫麟
- 2011年央视大型电视剧《辛亥革命》中，范雨林饰徐锡麟
- 另有黃梅戲《徐錫麟》講述徐錫麟生平。